# Zakayo Malekwa
Zakayo Malekwa (ur. 2 lutego 1951) – tanzański lekkoatleta specjalizujący się w rzucie oszczepem. Pastor luterański.
Złoty medalista mistrzostw Afryki z 1982 i wicemistrz z 1979. Trzykrotny uczestnik igrzysk olimpijskich - Moskwa 1980 (16  miejsce), Los Angeles 1984 (19 miejsce) i Seul 1988 (34 miejsce). Otrzymał także brązowy medal igrzysk Wspólnoty Narodów w 1982 roku oraz srebrny medal igrzysk afrykańskich w 1987 roku. Rekord życiowy: 76,48 (10 maja 1986, Arlington).
Po zakończeniu kariery studiował teologię. Obecnie pracuje jako pastor w Mbulu w Tanzanii.